# Blåsbo
Blåsbo är en  stadsdel i det administrativa bostadsområdet Aroslund-Blåsbo i Västerås. Området är ett bostadsområde som ligger söder om E18, mellan Svartån och Vasagatan i Västerås.
I Blåsbo finns bostäder, både hyreshus och villor och Blåsboskolan. I Blåsbo fanns Sankta Ursulas kapell  som byggdes på 1400-talet. Kapellet hade historisk betydelse, men i dag finns det en minnesplats. På Blåsbos högsta punkt har det funnits en väderkvarn.
Området avgränsas av Arosvägen, Vasagatan, Norra Ringvägen, Fredsgatan, genom grönområdet Bernsborgslunden, Skerikesbron till Svartån, Arosvägen.
Området gränsar i öster över Vasagatan till Iggebygärdet, Kristiansborg, och Gåsmyrevreten, i söder över Norra Ringvägen till Kyrkbacken, i väster till Norrmalm, Trumslagarbacken och Aroslund.